# NGC 4219
NGC 4219 је спирална галаксија у сазвежђу Кентаур која се налази на NGC листи објеката дубоког неба.
Деклинација објекта је - 43° 19' 21" а ректасцензија 12h 16m 27,4s. Привидна величина (магнитуда) објекта NGC 4219 износи 11,9 а фотографска магнитуда 12,7. Налази се на удаљености од 23,591 милиона парсека од Сунца. NGC 4219 је још познат и под ознакама ESO 267-37, MCG -7-25-5, AM 1213-430, DCL 9, IRAS 12138-4302, PGC 39315.